# Billy Summers
Billy Summers (titre original : Billy Summers) est un roman policier de Stephen King, publié en 2021 et traduit en français en 2022.

## Résumé
Billy Summers est un ancien tireur d'élite de la marine américaine ayant participé à la guerre d'Irak. Depuis sa retraite après la deuxième bataille de Falloujah au cours de laquelle il a été blessé, il gagne sa vie comme tueur à gages, n'acceptant de tuer que des personnes qu'il estime vraiment mauvaises. Alors qu'il pense à se retirer, Nick Majarian, un gangster pour qui Billy a déjà travaillé à plusieurs reprises, lui propose un assassinat difficile à refuser car 500 000 dollars d'avance lui sont proposés et 1,5 million de dollars une fois le travail terminé.
La cible de Billy est Joel Allen, qui est également un tueur à gages. Il a été arrêté pour le meurtre d'un homme qui lui avait fait perdre une fortune lors d'une partie de poker. Par peur que Joel Allen essaye de diminuer sa peine en fournissant des informations à la police concernant ses derniers contrats, une personne a mandaté Nick Majarian pour qu'il embauche un tueur à gage afin de tuer Joel Allen. Le procès de Joel Allen pour son accusation de meurtre devant avoir lieu dans la ville de Red Bluff (ville imaginaire que King situe dans un État républicain du sud près du Mississippi), Nick Majarian et Giorgio Piglielli, son capo, ont loué dans cette ville une maison pour Billy sous le nom de David Lockridge ainsi qu'un bureau dans un immeuble offrant un parfait angle de tir vers les marches du palais de justice. David Lockridge est censé être un écrivain qui a été chargé par son agent de s'installer au calme à Red Bluff afin de pouvoir écrire son premier roman et le rendre dans les délais. Billy est censé le tuer depuis son bureau, puis disparaître.
Cependant, Billy commence à devenir méfiant lorsque Nick Majarian lui propose un plan d'évasion, car cela n'est jamais arrivé dans le passé. Le plan de Nick Majarian implique que Billy s'échappe dans un fourgon aux couleurs de la municipalité à l'intérieur duquel se trouveront deux de ces agents. Billy soupçonne que Nick Majarian a l'intention de le tuer après qu'il aura assassiné Joel Allen. Au lieu de cela, Billy commence à élaborer son propre plan ; il loue un nouvel appartement sous le pseudonyme de Dalton Smith.
Dans l'attente du procès, Billy Summers a emménagé dans sa petite maison sous sa fausse identité d'écrivain. Passionné de littérature, il se prend néanmoins au jeu et commence à écrire un roman autobiographique. Il commence son récit quand, âgé de onze ans, il a assisté à la mort de sa petite sœur, âgée quant à elle d'un peu moins de dix ans, battue à mort par le petit ami ivre de sa mère. Découvrant une arme à feu dans la chambre de sa mère, il tue le meurtrier de sa sœur. Il est plus tard placé en famille d'accueil, puis il rejoint les Marines à l'âge de dix-sept ans.
Une fois le meurtre effectué, Billy va se cacher dans son appartement de Dalton Smith, évitant la police et les deux agents de Nick Majarian qui l'attendaient dans le fourgon aux couleurs de la municipalité. Il a l'intention de faire profil bas pendant un moment durant la traque policière et la frénésie médiatique entourant le meurtre de Joel Allen. Ne recevant pas l'argent promis par Nick Majarian, il sait maintenant que ses soupçons étaient fondés et il apprend bientôt qu'il y a une prime de six millions de dollars sur sa tête.
Billy aperçoit un soir un camion devant chez lui, duquel une femme est abandonnée inanimée. Sachant que la police enquêterait sur le voisinage si cette femme décédait à proximité de chez lui, il sort et la récupère. Il s'avère que la femme, Alice Maxwell, âgée de vingt et un ans, vient d'être droguée puis violée par trois hommes, qui l'ont ensuite abandonnée à moitié morte. Alice reconnaît en Billy le tireur du palais de justice, dont le portrait a paru dans la presse, mais elle finit par vouloir rester un moment avec lui, craignant que les hommes qui l'ont violée ne reviennent la chercher. Billy va très vite prendre la jeune fille sous son aile.
En parallèle de son attente dans l'appartement de Dalton Smith, Billy continue d'écrire son livre. Il raconte ses expériences dans l'armée : comment il est devenu un tireur d'élite talentueux et décoré. Il décrit un incident en Irak, où lui et ses camarades avaient été envoyés pour vérifier une grande maison, et où la majorité d'entre eux ont été tués. L'un des survivants, Johnny Capps, servira plus tard d'intermédiaire à Billy pour son premier contrat comme tueur à gages.
Lorsque Billy décide qu'il est temps de prendre la route et de s'échapper de la ville, il se rend d'abord chez les trois violeurs d'Alice afin de la venger. Une fois les trois violeurs punis, Billy et Alice traversent l'Amérique jusqu'à Sidewinder, au Colorado, afin de rencontrer Bucky Hanson, la personne qui met Billy en contact avec les commanditaires qui désirent s'attacher ses talents. Il est la seule personne en qui Billy a pleinement confiance. Il met en place un plan avec son aide et celle d'Alice pour se rendre chez Nick et tenter de récupérer son argent.
Au domaine de Nick Majarian à Las Vegas, Billy se fait passer pour un jardinier immigré et tue ou blesse de nombreux hommes de main du gangster, parmi lesquels Frank Macintosh, dont la mère Marge travaille également pour Nick Majarian. Billy parvient à obtenir de Nick une promesse de lui payer son argent dû et de dire à ses commanditaires que Billy Summers est mort. Nick avoue à Billy que la personne qui a commandé le meurtre de Joel Allen est Roger Klerke, un riche magnat des médias. Roger Klerke a initialement engagé Joel Allen pour tuer son propre fils, Patrick Klerke, après que ce dernier a appris la vie secrète de Roger en tant que pédophile et qu'il a réussi à obtenir des preuves photographiques qu'il désirait utiliser pour forcer son père à lui transmettre son entreprise. Joel Allen a réussi à tuer Patrick Klerke, mais ce faisant, il a également découvert les photos. Ainsi, quand il a été arrêté pour son accusation de meurtre contre un joueur de poker, il a essayé d'utiliser cette information pour conclure un accord avec les procureurs de son affaire. Son père s'est alors tourné vers Nick Majarian pour embaucher Billy Summers, mais que ce dernier soit également tué afin d'empêcher une répétition de la situation de Joel Allen.
Billy retourne chez Bucky Hanson, où la relation entre ce dernier, Alice et lui grandit. Billy continue d'écrire son livre et rattrape le présent. Pendant ce temps, il apprend que Frank Macintosh vit, mais souffre de graves crises causées par la douleur. Bucky, Billy et Alice mettent au point un plan pour se débarrasser de Roger Klerke. Bucky prend des photos d'Alice déguisée en adolescente puis Billy les envoie à Roger Klerke afin que ce dernier souhaite payer pour ses services.  Le magnat accepte et Alice et Billy se présentent quelques jours plus tard à son domaine. Alice parvient à le blesser et Billy l'achève, mais au cours de leur fuite, Marge Macintosh apparaît et tire sur Billy, pour venger son fils. Billy tire également : il tue Marge mais il est blessé. Il meurt durant le voyage pour retourner chez Bucky Hanson. Bucky et Alice enterrent Billy dans la nature. Alice, grâce à  l'argent donné par Billy, va s'inscrire à l'Université d'État du Colorado afin d'y suivre des cours de littérature dans le but de devenir écrivain.

## Accueil et distinction

### Ventes
Le roman est entré directement à la première place de la New York Times Best Seller list le 22 août 2021. Il est resté vingt semaines dans ce classement, dont trois passées à la première place.

## Adaptation télévisuelle
En février 2022, Deadline Hollywood a annoncé que le roman sera adapté en une série télévisée avec pour producteurs exécutifs J. J. Abrams, Stephen King, Edward Zwick et Marshall Herskovitz.